# Stadion Stanovi
Het Stadion Stanovi is een voetbalstadion in de Kroatische stad Zadar. In het stadion speelt NK Zadar haar thuiswedstrijden. Het stadion biedt plaats aan 5.860 toeschouwers.